# Gonten
Gonten là một huyện của bang Appenzell Innerrhoden ở Thụy Sĩ. Dân số là 1.400 (năm 2000). Diện tích của Gonten is 24,73 km².
Đô thị này được chính thức thành lập năm 1872 khi Gonten được hợp nhất với rhodes Stechlenegg và Rinkenbach